# Kremlin Cup 2017
La Kremlin Cup 2017, anche conosciuto come VTB Kremlin Cup per motivi di sponsorizzazione, è stato un torneo di tennis che si è giocato sul cemento indoor. È stata la 28ª edizione del torneo maschile che fa parte della categoria ATP Tour 250 nell'ambito dell'ATP World Tour 2017 e la 22ª del torneo femminile che fa parte della categoria Premier nell'ambito del WTA Tour 2017. Il torneo si è giocato allo Stadio Olimpico di Mosca, in Russia, dal 16 al 22 ottobre 2017.

## Partecipanti ATP

### Teste di serie
| Nazionalità          | Giocatore             | Ranking* | Testa di serie |
| -------------------- | --------------------- | -------- | -------------- |
| Spagna               | Pablo Carreño Busta   | 11       | 1              |
| Spagna               | Albert Ramos Viñolas  | 25       | 2              |
| Francia              | Adrian Mannarino      | 29       | 3              |
| Germania             | Philipp Kohlschreiber | 33       | 4              |
| Russia               | Andrej Rublëv         | 35       | 5              |
| Bosnia ed Erzegovina | Damir Džumhur         | 37       | 6              |
| Italia               | Paolo Lorenzi         | 39       | 7              |
| Russia               | Karen Chačanov        | 40       | 8              |

* Ranking al 9 ottobre 2017.

### Altri partecipanti
I seguenti giocatori hanno ricevuto una wildcard per il tabellone principale:
- Tejmuraz Gabašvili
- Konstantin Kravčuk
- Roman Safiullin

Il seguente giocatore è entrato in tabellone con il ranking protetto:
- Ričardas Berankis

I seguenti giocatori sono passati dalle qualificazioni:

- Mirza Bašić
- Yuki Bhambri
- Filip Krajinović
- Lukáš Rosol

Il seguente giocatore è entrato in tabellone come lucky loser:
- Aleksandr Bublik

### Ritiri
Prima del torneo
- Thomaz Bellucci →sostituito da  Blaž Kavčič
- Karen Chačanov →sostituito da  Aleksandr Bublik
- Feliciano López →sostituito da  Evgenij Donskoj
- Janko Tipsarević →sostituito da  Dušan Lajović

Durante il torneo
- Blaž Kavčič
- Jiří Veselý

## Partecipanti WTA

### Teste di serie
| Nazionalità | Giocatrice               | Ranking* | Testa di serie |
| ----------- | ------------------------ | -------- | -------------- |
| Francia     | Kristina Mladenovic      | 13       | 1              |
| Stati Uniti | Coco Vandeweghe          | 15       | 2              |
| Russia      | Elena Vesnina            | 19       | 3              |
| Lettonia    | Anastasija Sevastova     | 20       | 4              |
| Russia      | Anastasija Pavljučenkova | 21       | 5              |
| Australia   | Dar'ja Gavrilova         | 22       | 6              |
| Germania    | Julia Görges             | 27       | 7              |
| Slovacchia  | Magdaléna Rybáriková     | 28       | 8              |

* Ranking al 9 ottobre 2017.

### Altre partecipanti
Le seguenti giocatrici hanno ricevuto una wildcard per il tabellone principale:
- Olesya Pervushina
- Marija Šarapova

Le seguenti giocatrici sono passate dalle qualificazioni:

- Kaia Kanepi
- Vera Lapko
- Polina Monova
- Elena Rybakina

### Ritiri
Prima del torneo
- Dominika Cibulková →sostituita da  Donna Vekić
- Johanna Konta →sostituita da  Tímea Babos
- Svetlana Kuznecova →sostituita da  Maryna Zanevs'ka
- Jeļena Ostapenko →sostituita da  Irina-Camelia Begu
- Carla Suárez Navarro →sostituita da  Natal'ja Vichljanceva

Durante il torneo
- Dar'ja Gavrilova
- Magdaléna Rybáriková

## Campioni

### Singolare maschile
Damir Džumhur ha sconfitto in finale  Ričardas Berankis con il punteggio di 6–2, 1–6, 6–4.
- È il secondo titolo in carriera per Džumhur, secondo della stagione.

### Singolare femminile
Julia Görges ha sconfitto in finale  Dar'ja Kasatkina con il punteggio di 6–1, 6–2.
- È il terzo titolo in carriera per la Görges, il primo della stagione.

### Doppio maschile
Maks Mirny /  Philipp Oswald hanno sconfitto in finale  Damir Džumhur /  Antonio Šančić con il punteggio di 6–3, 7–5.

### Doppio femminile
Tímea Babos /  Andrea Sestini Hlaváčková hanno sconfitto in finale  Nicole Melichar /  Anna Smith con il punteggio di 6–2, 3–6, [10–3].